# Lim Su-kyung
Lim Su-kyung (en coreano, 임수경; Seúl, 6 de noviembre de 1968) es una activista y política de Corea del Sur. Es mejor conocida por asistir al XIII Festival Mundial de la Juventud y los Estudiantes, que se celebró en Corea del Norte y elogió al presidente de Corea del Norte Kim Il-sung en 1989, sin obtener primero el permiso de viaje del gobierno de Corea del Sur.  Asistió al festival en representación de la organización estudiantil Jeondaehyop, ahora conocida como Hanchongnyon. A su regreso a Corea del Sur, fue arrestada y sentenciada a 5 años de prisión por violar la prohibición del gobierno surcoreano de viajar a Corea del Norte.

## Visita a Corea del Norte
En 1989, Lim visitó Corea del Norte para asistir al XIII Festival Mundial de la Juventud y los Estudiantes como delegada unipersonal de la Liga de Estudiantes Universitarios de Corea del Sur. Inicialmente, las autoridades surcoreanas negaron a la liga el permiso para enviar una delegación. Sin inmutarse, la liga encargó a un grupo de estudiantes particularmente conocido por sus conexiones internacionales, la Federación Cristiana de Estudiantes Coreanos, que hiciera posible la visita, por lo que Lim se involucró. Ella no era una líder estudiantil sino más bien una "mensajera". Se planeó cuidadosamente un itinerario para llevarla a Corea del Norte sin llamar la atención de la inteligencia surcoreana. Viajó durante 10 días para llegar al norte a través de Japón y Alemania. Su estancia allí duró 45 días y culminó con una reunión con el presidente Kim Il-sung.
Lim cruzó la Zona Desmilitarizada de Corea (DMZ) de regreso a Corea del Sur el 15 de agosto de 1989. Fue la primera civil de cualquiera de las dos Coreas en hacerlo abiertamente desde el final de la Guerra de Corea. Fue arrestada y acusada de violar la Ley de Seguridad Nacional. Algunos de sus estudiantes asociados también fueron arrestados. Lim fue inicialmente condenada a 12 años de prisión, que luego fue conmutada por cinco. Terminó cumpliendo solo tres años y fue liberada bajo una amnistía especial. Fue indultada en 1999 por el presidente de Corea del Sur, Kim Dae-jung. Lim afirma que su asistencia al Festival fue un acto puramente desinteresado.
El legado de Lim tomó dos trayectorias distintas en Corea del Sur, donde su reputación se vio empañada porque se vio que había avergonzado a las autoridades de su país, y en el Norte, donde se la considera una heroína. En el sur, se la considera una de las visitantes más controvertidas del norte. En el norte, Lim recibió el sobrenombre de Flor de la unificación o Flor de la reunificación (en coreano: 통일 의 꽃) por parte del gobierno norcoreano. También fue objeto del documental Hail Lim Su-kyung, la flor de la unificación (1989).

## Carrera política
En abril de 2012, fue elegida a la Asamblea Nacional como diputada por el Partido Democrático Unido.
En junio de 2012, en un enfrentamiento con un desertor norcoreano en un bar, Lim lanzó insultos y se refirió a un legislador del partido gobernante como un "traidor hijo de puta" y a otro como un "traidor" en lo que fue descrito por Korea JoongAng Daily como "una diatriba impulsada por el alcohol en un restaurante de Seúl", cuestionando su legitimidad para desafiarla como legisladora. Esto provocó protestas públicas.
El cineasta argentino José Luis García realizó el documental de 2012 La chica del sur sobre Lim y su experiencia en el XIII Festival Mundial de la Juventud y los Estudiantes, donde la conoció. La película muestra la lucha de Lim por una Corea reunificada en 1989, y dos reencuentros más entre ella y García en Corea del Sur y Argentina en 2012. La chica del sur intenta mostrar el desarrollo de sus pensamientos y carácter después de años de atención de los medios, prisión, la trágica muerte de su hijo y divorcio. Fue exhibida y premiada en el Buenos Aires Festival Internacional de Cine Independiente (BAFICI) 2012 y festival Lakino 2013. En 2014, el documental recibió el premio Cóndor de Plata, de la Asociación de Cronistas Cinematográficos de la Argentina, al mejor documental.